# Maria-Magdalenen-Kirche (Reinbek)
| Maria-Magdalenen-Kirche | Maria-Magdalenen-Kirche       |
| ----------------------- | ----------------------------- |
| Foto                    |                               |
| Adresse                 | Reinbek, Kirchenallee 1       |
| Baumeister              | Hugo Groothoff                |
| Konfession              | evangelisch-lutherisch        |
| Gemeinde                | Kirchengemeinde Reinbek-Mitte |
| Aktuelle Nutzung        | Gemeindekirche                |
| Gebäude                 |                               |
| Einweihung              | 21. Juli 1901                 |
| Baukosten               | 130.000 Mark                  |
| Sitzplätze              | 442                           |
| Stil                    | neugotisch                    |

Die Maria-Magdalenen-Kirche ist ein Kirchengebäude in Reinbek im Kreis Stormarn. Die neugotische Saalkirche mit Eingangsturm und polygonaler Apsis wurde ab 1900 nach Plänen des Hamburger Architekten Hugo Groothoff gebaut.

## Geschichte
Ursprünglich gehörte Reinbek zum Kirchspiel Steinbek, dessen Gottesdienste zeitweise auch in der Kapelle des Reinbeker Schlosses stattfanden. Als das Schloss 1874 von der preußische Finanzbehörden versteigert wurde, gründeten die Gemeinden Reinbek, Schönningstedt, Ohe, Glinde und Wentorf einen Kirchenbauverein. 1894 wurde Reinbek selbständige Kirchengemeinde.

## Bauwerk
Der Grundstein für den Bau der ältesten Kirche Reinbeks wurde am 10. Juni 1900 gelegt. Gebaut wurde sie vom Maurermeister Carl Ohl aus Reinbek nach den Plänen des Architekten Hugo Groothoff, der 1894/95 schon die ähnliche Christuskirche in Pinneberg geplant hatte. Am 21. Juli 1901 wurde die Reinbeker Kirche nach 14-monatiger Bauzeit geweiht. 1969 erfolgte eine Umgestaltung des Kirchenraumes und die Umbenennung in Maria-Magdalenen-Kirche in Anlehnung an das bis 1529 in Reinbek bestehende Kloster, aus dessen Klosterkirche vermutlich die beiden freistehenden Granitsäulen stammen. Seit 1992 ist die Kirche einschließlich der historischen Ausstattung ein eingetragenes Kulturdenkmal.